# Zamarada ochrata
Zamarada ochrata är en fjärilsart som beskrevs av W. Warren 1902. Zamarada ochrata ingår i släktet Zamarada och familjen mätare. Inga underarter finns listade i Catalogue of Life.